# ファミリービジネス (映画)
『ファミリービジネス』（原題：Family Business）は1989年のアメリカ合衆国のクライム・コメディ映画。監督はシドニー・ルメット。
1985年に発表されたヴィンセント・パトリックの同名の小説（原題：Family Business）が原作である。映画化にあたり、パトリックは本作品の脚本も担当した。
主役となる泥棒一家三代をショーン・コネリー、ダスティン・ホフマン、マシュー・ブロデリックといったスター俳優が演じている。しかし映画としての評価は芳しくなく、興行収入も期待を大きく下回った。

## ストーリー
ジェシー・マクマレン（ショーン・コネリー）は筋骨逞しい男やもめで、今となっては半ば引退状態にあるが過去の犯罪歴を誇りにしている男であった。彼は息子のヴィト（ダスティン・ホフマン）を自分の後継者として育て上げるが、ヴィトはその息子であるアダム（マシュー・ブロデリック）が生まれたことで堅気の道へと進んだ。
長い歳月を経て、ヴィトは犯罪歴に満ちた家族の過去を恥と感じるようになる。ヴィトは息子をまっとうな人間に育てるため、幼いアダムを祖父のジェシーから遠ざけようとしたが、その思惑は裏目に出ることになる。遠ざけられたことでより謎めいた雰囲気を帯びた祖父のジェシーに、アダムは心酔してしまうのだった。
やがてアダムは賢くハンサムな青年へと成長し、奨学金を得て大学へと進み、犯罪とは無縁の生活を送っていた。それだけに、アダムがジェシーに押し込み強盗の計画を持ちかけたときには、ヴィトは驚き落胆した。ヴィトはアダムにその計画を中止するよう警告し、それを聞き入れないアダムの頬を平手打ちしてしまう。このことで、アダムはヴィトの言葉を受け入れなくなり、ジェシーとより親密になっていく。ヴィトは悩むが、彼自身そう清廉な人間というわけでもなかった。計画について詳しく聞かされるほど、ヴィトは昔の血が騒ぎ、その計画に惹かれていった。そして、自分とジェシーとが盗みの実行犯となり、アダムには見張りをさせるだけ、という約束でその計画に乗ることになる。

## キャスト
| 役名                   | 俳優                     | 日本語吹替 | 日本語吹替 |
| 役名                   | 俳優                     | ソフト版   | 機内上映版 |
| ---------------------- | ------------------------ | ---------- | ---------- |
| ジェシー・マクマレン   | ショーン・コネリー       | 若山弦蔵   | 中庸助     |
| ヴィト・マクマレン     | ダスティン・ホフマン     | 堀勝之祐   |            |
| アダム・マクマレン     | マシュー・ブロデリック   | 三ツ矢雄二 |            |
| エレイン               | ロザンナ・デ・ソート     | 吉田理保子 |            |
| ナット                 | セーラム・ルドウィック   | 伊井篤史   |            |
| ローズ                 | マリリン・クーパー       | 鈴木れい子 |            |
| 裁判官                 | イザベル・オコナー       | 片岡富枝   |            |
| レイ                   | レックス・エヴァーハート | 藤本譲     |            |
| フィル                 | トニー・ディベネデット   | 西村知道   |            |
| ダーニー               | ビル・マッカチオン       | 峰恵研     |            |
| マージ                 | ジャネット・キャロル     | 谷育子     |            |
| クリスティーン         | ヴィクトリア・ジャクソン | 神代知衣   |            |
| ミッシェル・デンプシー | デボラ・ラッシュ         | 沢田敏子   |            |
| ジミー・チュウ         | B・D・ウォン             | 大塚芳忠   |            |
| トーレス               | ルイス・ガスマン         | 稲葉実     |            |
| デニス                 |                          | 有馬瑞香   |            |
| 裁判官                 |                          | 仲木隆司   |            |

- ソフト版 - 演出：水本完、翻訳：武満真樹、調整：金谷和美、音響・効果：南部満治、プロデューサー：山形淳二、配給：日本ヘラルド映画、制作：ザック・プロモーション

初回放送1991年10月26日『ゴールデン洋画劇場』21:02-22:54。1990年9月25日発売のVHS（日本ヘラルド映画、パイオニアLDC）に初収録。2003年4月11日発売のDVD（20世紀フォックス ホーム エンターテイメント）に収録。

## 作品の評価
Rotten Tomatoesによれば、16件の評論のうち高評価は38%にあたる6件で、平均点は10点満点中5.1点となっている。
Metacriticによれば、17件の評論のうち、高評価は6件、賛否混在は11件、低評価はなく、平均点は100点満点中54点となっている。